# Jan Vosahlik
Jan Vošahlík (né le 8 mars 1989) est un footballeur tchèque ayant évolué dans les clubs tchèques des Bohemians 1905 et FK Jablonec 97.